# ریموند اترینگتون-اسمیت
ریموند اترینگتون-اسمیت (انگلیسی: Raymond Etherington-Smith; ۱۱ آوریل ۱۸۷۷ – ۱۹ آوریل ۱۹۱۳) قایقران روئینگ اهل پادشاهی متحد بریتانیای کبیر و ایرلند بود.